# 줄리아 몬테스
줄리아 몬테스(Julia Montes, 1995년 3월 19일 ~ )은 필리핀의 배우이다.